# Thad Jones
Thaddeus Joseph Jones (bolje znan kot Thad Jones), afroameriški jazz trobentač, * 28. marec 1923, Pontiac, Michigan, ZDA,  † 21. avgust 1986, København, Danska.